# 이안 마트센
이안 이선 마트센 (Ian Ethan Maatsen, 2002년 3월 10일 ~ )는 네덜란드의 축구 선수이며, 애스턴 빌라 FC에서 레프트백 또는 윙어로 뛰고 있다.